# Eberhard Ullrich
Eberhard Ullrich (* 24. Januar 1935 in Oberhausen-Osterfeld; † 11. April 2005) war ein deutscher Politiker der CDU.

## Ausbildung und Beruf
Nach dem Abschluss der Volksschule besuchte Eberhard Ullrich das Gymnasium und eine Handelsschule. Er absolvierte eine kaufmännische Lehre mit dem Abschluss der Kaufmannsgehilfenprüfung. Er besuchte die Versicherungsfachschule und wurde Versicherungsangestellter. Ullrich arbeitete als kaufmännischer Angestellter in der Wohnungswirtschaft und war nach seinem Ausscheiden aus dem Landtag Vorstandsvorsitzender der Wohnungsbauförderungsanstalt des Landes Nordrhein-Westfalen.

## Politik
Eberhard Ullrich war seit 1954 Mitglied der CDU. 1954 wurde er Mitglied des Kreisvorstandes des CDU-Kreisverbandes Gladbeck, jetzt Bottrop und ab 1962 Mitglied des Landesvorstandes der CDU-Sozialausschüsse Westfalen-Lippe. Ab 1970 fungierte er als Mitglied des Landesvorstandes der CDU Westfalen-Lippe. Ullrich war Mitglied der Industriegewerkschaft Bergbau und Energie. Von 1961 bis 1974 wirkte er als Ratsherr der Stadt Gladbeck, 1964 bis 1974 war er hier CDU-Fraktionsvorsitzender. Ab 1975 war er Ratsherr der Stadt Bottrop und hier auch CDU-Fraktionsvorsitzender.
Eberhard Ullrich war vom 23. Juli 1962 an Mitglied des 5., 6., 7. und 8. Landtages von Nordrhein-Westfalen, in den er jeweils über die Landesliste einzog und aus dem er vorzeitig am 17. Februar 1976 ausschied.

## Ehrungen
- 1990: Verdienstkreuz 1. Klasse der Bundesrepublik Deutschland